# 镇安路
镇安路，元朝时设置的路。
至元二十九年（1292年）升镇安州为路。治所在今广西壮族自治区那坡县。辖境有今广西壮族自治区靖西、那坡二县，德保、大新等县西部地。明朝洪武二年（1369年）改为镇安府。